# Elecciones judiciales de 2025 en Baja California
Las votaciones judiciales en Baja California de 2025 se llevaron a cabo el domingo 1 de junio de 2025, y en ellas se renovaron los siguientes cargos de elección popular:
- 9 ministros de la Suprema Corte de Justicia de la Nación electos por única ocasión, cuatro de ellos para un periodo de ocho años a iniciar el 1 de septiembre de 2025 para terminar el 31 de agosto de 2033, y los cinco restantes para un periodo de once años a concluir el 31 de agosto de 2036. [nota 1] Todos ellos serán electos sin posibilidad de reelección.

- 5 magistraturas del Tribunal de Disciplina Judicial electos por única ocasión, tres de ellos para un periodo de cinco años y los dos restantes para uno de ocho años, todos ellos sin posibilidad de reelección.
- 2 magistraturas de la Sala Superior del Tribunal Electoral del Poder Judicial de la Federación electos por única ocasión para un periodo de ocho años sin posibilidad de reelección.
- 3 magistraturas de la Primera Sala Regional del Tribunal Electoral del Poder Judicial de la Federación correspondientes a la Primera Circunscripción electoral, electos por única ocasión para un periodo de ocho años sin posibilidad de reelección.
- 14 magistrados de circuito correspondientes al XV Circuito Judicial con sede en el estado de Baja California, electos por única ocasión para un periodo de ocho años con posibilidad de reelección.
- 17 juzgados de Distrito correspondientes al XV Circuito Judicial con sede en el estado de Baja California, electos por única ocasión para un periodo de ocho años con posibilidad de reelección.
- 20 magistraturas del Tribunal Superior de Justicia del Poder Judicial de Baja California, 17 numerarios y 3 supernumerarios, electos para un periodo de seis años en su cargo, con posibilidad de ser ratificados después de una evaluación pública.
- 4 magistraturas del Tribunal de Disciplina Judicial del Poder Judicial de Baja California, 3 numerarios y 1 supernumerario, electos para un período de seis años, sin posibilidad de reelección.
- 58 juzgados locales.

La elección se dio como resultado de la Reforma judicial mexicana de 2024 aprobada por el Congreso de la Unión en septiembre de 2024.

## Preparación
El 3 de diciembre de 2024 se instaló el Consejo Local del Instituto Nacional Electoral en el estado de Baja California, que fue el encargado de la realización de las elecciones en el Estado.
| Puesto                                         | Nombre                           |
| ---------------------------------------------- | -------------------------------- |
| Consejera Presidenta                           | Liliana Díaz de León Zapata      |
| Secretaria                                     | María Magdalena Pérez Ortiz      |
| Consejera Electoral Propietaria                | Myrna Alieth Sandoval Avalos     |
| Consejero Electoral Propietario                | Saúl Ramírez Sánchez             |
| Consejera Electoral Propietaria                | Victoria Vázquez Rosas           |
| Consejero Electoral Propietario                | J. Ascensión Moreno Mena         |
| Consejero Electoral Propietario                | Alfredo Nuza Meza                |
| Consejera Electoral Propietaria                | Sara Martinez Sánchez            |
| Vocal de Organización Local                    | Juan Alejandro Ramírez Hernández |
| Vocal de Registro Federal de Electores         | Juan Carlos Real Torres          |
| Vocal de Capación Electoral y Educación Cívica | Janett Guzmán Guerrero           |

## Distritos Judiciales Electorales
Para esta elección, y con el fin de armonizar el marco geográfico utilizado por el Instituto Nacional Electoral y el usado por el Poder Judicial de la Federación, el Instituto Nacional Electoral decidió crear los denominados distritos judiciales electorales, los cuales tomaron como referencia los distritos electorales federales y los cargos a elegir por cada circuito judicial, resultando de tal manera que para el estado de Baja California se definieron dos distritos judiciales, divididos de la siguiente forma:
| Distrito | Distrito | Cabecera | Municipios | Mapa |
| -------- | -------- | -------- | ---------- | ---- |
|          | 1        | Mexicali | 5          |      |
|          | 2        | Tijuana  | 3          |      |

Cada distrito judicial, elegirá a determinado número de magistrados y jueces de distrito, correspondiendo al Distrito 1, siete magistrados de circuito y ocho jueces de distrito; y por su parte, al Distrito 2, siete magistrados de circuito y nueve jueces de distrito.

### Distrito Judicial Electoral 1 de Baja California
Correspondiente a los distritos electorales federales 1, 2, 3 y 7, que abarcan los municipios de Ensenada, Mexicali, San Felipe y San Quintín, de Baja California y San Luis Río Colorado, de Sonora.
| Cargo      | Tribunal                                                | Materia            | Sede     | Periodo   |
| ---------- | ------------------------------------------------------- | ------------------ | -------- | --------- |
| Magistrado | Primer Tribunal Colegiado en Materia Civil y de Trabajo | Civil y de Trabajo | Mexicali | Ocho años |
| Magistrado | Primer Tribunal Laboral Federal de Asuntos Individuales | Laboral            | Ensenada | Ocho años |
| Magistrado | Primer Tribunal Colegiado                               | Mixto              | Mexicali | Ocho años |
| Magistrado | Segundo Tribunal Colegiado                              | Mixto              | Mexicali | Ocho años |
| Magistrado | Tercer Tribunal Colegiado                               | Mixto              | Mexicali | Ocho años |
| Magistrado | Cuarto Tribunal Colegiado                               | Mixto              | Mexicali | Ocho años |
| Magistrado | Quinto Tribunal Colegiado                               | Mixto              | Mexicali | Ocho años |
| Magistrado | Sexto Tribunal Colegiado                                | Mixto              | Mexicali | Ocho años |
| Juez       | Juzgado Primero de Distrito                             | Mixto              | Mexicali | Ocho años |
| Juez       | Juzgado Segundo de Distrito                             | Mixto              | Mexicali | Ocho años |
| Juez       | Juzgado Tercero de Distrito                             | Mixto              | Mexicali | Ocho años |
| Juez       | Juzgado Cuarto de Distrito                              | Mixto              | Mexicali | Ocho años |
| Juez       | Juzgado Quinto de Distrito                              | Mixto              | Mexicali | Ocho años |
| Juez       | Juzgado Sexto de Distrito                               | Mixto              | Mexicali | Ocho años |
| Juez       | Juzgado Séptimo de Distrito                             | Mixto              | Ensenada | Ocho años |
| Juez       | Juzgado Octavo de Distrito                              | Mixto              | Ensenada | Ocho años |

### Distrito Judicial Electoral 2 de Baja California
Correspondiente a los distritos electorales federales 4, 5, 6, 8 y 9 que abarcan los municipios de Playas de Rosarito, Tecate y Tijuana.
| Cargo      | Tribunal                                                 | Materia            | Sede    | Periodo   |
| ---------- | -------------------------------------------------------- | ------------------ | ------- | --------- |
| Magistrado | Segundo Tribunal Colegiado en Materia Civil y de Trabajo | Civil y de Trabajo | Tijuana | Ocho años |
| Magistrado | Tribunal Colegiado de Apelación                          | Mixto              | Tijuana | Ocho años |
| Magistrado | Segundo Tribunal Laboral Federal de Asuntos Individuales | Laboral            | Tijuana | Ocho años |
| Magistrado | Tercer Tribunal Laboral Federal de Asuntos Individuales  | Laboral            | Tijuana | Ocho años |
| Juez       | Juzgado Noveno de Distrito                               | Mixto              | Tijuana | Ocho años |
| Juez       | Juzgado Décimo de Distrito                               | Mixto              | Tijuana | Ocho años |
| Juez       | Juzgado Decimoprimer de Distrito                         | Mixto              | Tijuana | Ocho años |
| Juez       | Juzgado Décimo segundo de Distrito                       | Mixto              | Tijuana | Ocho años |
| Juez       | Juzgado Decimotercero de Distrito                        | Mixto              | Tijuana | Ocho años |
| Juez       | Juzgado Decimocuarto de Distrito                         | Mixto              | Tijuana | Ocho años |
| Juez       | Juzgado Decimoquinto de Distrito                         | Mixto              | Tijuana | Ocho años |
| Juez       | Juzgado Decimosexto de Distrito                          | Mixto              | Tijuana | Ocho años |
| Juez       | Juzgado Decimoséptimo de Distrito                        | Mixto              | Tijuana | Ocho años |

## Aprobación de candidaturas
Las candidaturas fueron aprobadas por las autoridades correspondientes y, de acuerdo al INE, en la boleta aparecerán los nombres y el poder que los propuso, acompañados de un número, el cual usarán para señalar como intención de voto el día de la elección. Los poderes son: Poder Judicial (PJ), Poder Ejecutivo (PE) y Poder Legislativo (PL), además de la abreviación EF, cuando dicha candidatura está en funciones.

## Elecciones federales

### Suprema Corte de Justicia de la Nación
|  | 4.41 % |

|  | 1.72 % |

|  | 1.57 % |

|  | 0.85 % |

|  | 3.01 % |

|  | 4.14 % |

|  | 1.62 % |

|  | 0.87 % |

|  | 1.90 % |

|  | 0.92 % |

|  | 1.62 % |

|  | 0.47 % |

|  | 0.74 % |

|  | 0.40 % |

|  | 3.36 % |

|  | 1.32 % |

|  | 1.62 % |

|  | 0.97 % |

|  | 2.90 % |

|  | 1.92 % |

|  | 1.36 % |

|  | 0.74 % |

|  | 1.20 % |

|  | 1.00 % |

|  | 1.04 % |

|  | 0.81 % |

|  | 0.82 % |

|  | 0.57 % |

|  | 0.92 % |

|  | 0.92 % |

|  | 1.26 % |

|  | 1.04 % |

|  | 2.87 % |

|  | 0.81 % |

|  | 1.69 % |

|  | 1.14 % |

|  | 0.54 % |

|  | 0.43 % |

|  | 0.75 % |

|  | 0.53 % |

|  | 0.50 % |

|  | 0.44 % |

|  | 0.58 % |

|  | 0.56 % |

|  | 0.42 % |

|  | 0.60 % |

|  | 0.47 % |

|  | 0.45 % |

|  | 0.64 % |

|  | 2.91 % |

|  | 0.53 % |

|  | 0.60 % |

|  | 0.44 % |

|  | 0.75 % |

|  | 2.93 % |

|  | 0.33 % |

|  | 0.68 % |

|  | 0.62 % |

|  | 0.37 % |

|  | 0.49 % |

|  | 0.50 % |

|  | 2.57 % |

|  | 0.32 % |

|  | 0.71 % |

|  | 76.41 % |

|  | 13.26 % |

|  | 10.33 % |

|  | 100 % |

|  | 11.11 % |

### Magistraturas del Tribunal de Disciplina Judicial de la Federación
|  | 4.80 % |

|  | 5.03 % |

|  | 2.67 % |

|  | 3.84 % |

|  | 2.31 % |

|  | 1.78 % |

|  | 2.88 % |

|  | 1.75 % |

|  | 5.81 % |

|  | 2.45 % |

|  | 1.26 % |

|  | 1.14 % |

|  | 1.26 % |

|  | 1.76 % |

|  | 1.35 % |

|  | 1.15 % |

|  | 2.06 % |

|  | 3.03 % |

|  | 1.27 % |

|  | 1.74 % |

|  | 2.25 % |

|  | 1.85 % |

|  | 4.87 % |

|  | 1.22 % |

|  | 1.35 % |

|  | 2.69 % |

|  | 1.28 % |

|  | 2.18 % |

|  | 1.00 % |

|  | 1.42 % |

|  | 3.74 % |

|  | 0.96 % |

|  | 0.96 % |

|  | 1.29 % |

|  | 0.75 % |

|  | 0.99 % |

|  | 1.35 % |

|  | 2.16 % |

|  | 76.67 % |

|  | 12.67 % |

|  | 10.65 % |

|  | 100 % |

|  | 9.00 % |

### Magistraturas de la Sala Superior delTribunal Electoral del Poder Judicial de la Federación
|  | 9.45 % |

|  | 7.94 % |

|  | 6.00 % |

|  | 5.43 % |

|  | 3.76 % |

|  | 7.95 % |

|  | 12.32 % |

|  | 2.91 % |

|  | 3.45 % |

|  | 3.55 % |

|  | 3.15 % |

|  | 4.90 % |

|  | 3.26 % |

|  | 2.46 % |

|  | 2.89 % |

|  | 76.67 % |

|  | 9.25 % |

|  | 11.33 % |

|  | 100 % |

|  | 9.01 % |

### Magistraturas de laSala Regionaldel Tribunal Electoral del Poder Judicial de la Federación
|  | 7.99 % |

|  | 7.42 % |

|  | 5.52 % |

|  | 3.89 % |

|  | 6.59 % |

|  | 5.69 % |

|  | 5.44 % |

|  | 4.83 % |

|  | 4.31 % |

|  | 3.21 % |

|  | 3.85 % |

|  | 2.90 % |

|  | 4.04 % |

|  | 3.08 % |

|  | 2.48 % |

|  | 1.64 % |

|  | 4.05 % |

|  | 77.01 % |

|  | 11.53 % |

|  | 11.45 % |

|  | 100 % |

|  | 8.95 % |

### Magistraturas de Circuito

#### Distrito 1 (Mexicali)
|  | 3.22 % |

|  | 5.21 % |

|  | 2.85 % |

|  | 4.55 % |

|  | 3.48 % |

|  | 3.48 % |

|  | 2.93 % |

|  | 3.77 % |

|  | 2.83 % |

|  | 2.16 % |

|  | 2.33 % |

|  | 2.06 % |

|  | 1.21 % |

|  | 1.57 % |

|  | 1.68 % |

|  | 1.39 % |

|  | 1.84 % |

|  | 0.00 % |

|  | 1.49 % |

|  | 0.85 % |

|  | 1.16 % |

|  | 2.10 % |

|  | 5.77 % |

|  | 0.00 % |

|  | 1.47 % |

|  | 1.64 % |

|  | 1.19 % |

|  | 1.85 % |

|  | 77.01 % |

|  | 11.53 % |

|  | 11.45 % |

|  | 100 % |

|  | 8.47 % |

#### Distrito 2 (Tijuana)
|  | 4.95 % |

|  | 4.77 % |

|  | 4.51 % |

|  | 4.42 % |

|  | 4.13 % |

|  | 3.95 % |

|  | 3.79 % |

|  | 3.18 % |

|  | 2.88 % |

|  | 2.81 % |

|  | 2.63 % |

|  | 2.23 % |

|  | 1.82 % |

|  | 1.66 % |

|  | 1.64 % |

|  | 1.58 % |

|  | 1.54 % |

|  | 1.43 % |

|  | 1.38 % |

|  | 1.35 % |

|  | 3.74 % |

|  | 4.55 % |

|  | 2.88 % |

|  | 5.34 % |

|  | 74.27 % |

|  | 14.50 % |

|  | 11.21 % |

|  | 100 % |

|  | 9.48 % |

### Juzgados de Distrito

#### Distrito 1 (Mexicali)
|  | 3.79 % |

|  | 3.90 % |

|  | 5.31 % |

|  | 3.64 % |

|  | 2.18 % |

|  | 2.45 % |

|  | 1.91 % |

|  | 3.69 % |

|  | 4.22 % |

|  | 2.63 % |

|  | 3.80 % |

|  | 1.61 % |

|  | 2.15 % |

|  | 1.11 % |

|  | 4.03 % |

|  | 1.63 % |

|  | 1.69 % |

|  | 1.06 % |

|  | 0.85 % |

|  | 1.54 % |

|  | 2.71 % |

|  | 1.20 % |

|  | 0.77 % |

|  | 1.07 % |

|  | 1.71 % |

|  | 0.80 % |

|  | 1.40 % |

|  | 0.53 % |

|  | 0.56 % |

|  | 0.92 % |

|  | 0.79 % |

|  | 1.34 % |

|  | 67.12 % |

|  | 19.33 % |

|  | 13.53 % |

|  | 100 % |

|  | 8.45 % |

#### Distrito 2 (Tijuana)
|  | 2.57 % |

|  | 4.09 % |

|  | 3.94 % |

|  | 4.07 % |

|  | 2.54 % |

|  | 2.64 % |

|  | 3.49 % |

|  | 2.48 % |

|  | 4.33 % |

|  | 2.78 % |

|  | 4.26 % |

|  | 2.29 % |

|  | 3.11 % |

|  | 1.51 % |

|  | 2.69 % |

|  | 3.26 % |

|  | 1.07 % |

|  | 3.54 % |

|  | 2.48 % |

|  | 2.70 % |

|  | 1.57 % |

|  | 1.15 % |

|  | 1.96 % |

|  | 3.72 % |

|  | 0.98 % |

|  | 1.01 % |

|  | 2.18 % |

|  | 72.41 % |

|  | 15.98 % |

|  | 11.60 % |

|  | 100 % |

|  | 9.30 % |

## Elecciones locales

#### Magistraturas de Baja California
|  | 2.87 % |

|  | 2.76 % |

|  | 2.80 % |

|  | 2.79 % |

|  | 2.77 % |

|  | 2.69 % |

|  | 1.12 % |

|  | 2.71 % |

|  | 2.71 % |

|  | 2.50 % |

|  | 2.73 % |

|  | 2.70 % |

|  | 2.72 % |

|  | 2.71 % |

|  | 2.65 % |

|  | 2.65 % |

|  | 2.63 % |

|  | 2.60 % |

|  | 2.58 % |

|  | 0.77 % |

|  | 2.63 % |

|  | 0.40 % |

|  | 2.38 % |

|  | 55.84 % |

|  | 44.15 % |

|  | 100 % |

#### Tribunal de Disciplina Judicial de Baja California
|  | 12.72 % |

|  | 13.27 % |

|  | 12.29 % |

|  | 3.82 % |

|  | 5.58 % |

|  | 14.57 % |

|  | 62.24 % |

|  | 37.76 % |

|  | 100 % |

### Juzgados

#### Ensenada
|  | 3.23 % |

|  | 0.00 % |

|  | 1.34 % |

|  | 3.50 % |

|  | 3.42 % |

|  | 3.43 % |

|  | 3.44 % |

|  | 3.42 % |

|  | 3.43 % |

|  | 3.33 % |

|  | 1.03 % |

|  | 2.83 % |

|  | 2.81 % |

|  | 0.70 % |

|  | 3.34 % |

|  | 3.10 % |

|  | 1.18 % |

|  | 3.06 % |

|  | 2.92 % |

|  | 3.30 % |

|  | 47.20 % |

|  | 52.80 % |

|  | 100 % |

#### Mexicali
|  | 56.55 % |

|  | 43.45 % |

|  | 100 % |

#### Playas de Rosarito
|  | 8.51 % |

|  | 8.21 % |

|  | 8.24 % |

|  | 8.27 % |

|  | 7.52 % |

|  | 7.11 % |

|  | 2.19 % |

|  | 7.96 % |

|  | 7.97 % |

|  | 65.97 % |

|  | 34.03 % |

|  | 100 % |

#### San Quintín
|  | 22.11 % |

|  | 22.15 % |

|  | 21.93 % |

|  | 66.20 % |

|  | 33.80 % |

|  | 100 % |

#### San Felipe
|  | 30 % |

|  | 31 % |

|  | 61 % |

|  | 39 % |

|  | 100 % |

#### Tecate
|  | 7.13 % |

|  | 6.83 % |

|  | 6.85 % |

|  | 6.89 % |

|  | 2.85 % |

|  | 5.02 % |

|  | 5.49 % |

|  | 1.67 % |

|  | 1.92 % |

|  | 5.18 % |

|  | 5.54 % |

|  | 55.36 % |

|  | 44.64 % |

|  | 100 % |

#### Tijuana
|  | 53.89 % |

|  | 46.07 % |

|  | 100 % |